# Крилатка (риба)
Крилатка (Pterois) — рід скорпеноподібних риб родини скорпенових (Scorpaenidae).
Рід поширений в Індо-Тихоокеанській зоні. Види P. volitans і P. miles стали інвазивними видами в західній частині Атлантичного океану, Карибському та Середземному морях.

## Опис
Тіло завдовжки 20-40 см та вагою до 1,5 кг. Ці риби добре відомі дайверам та натуралістам своїм яскравим забарвленням та отруйними шипами.

## Спосіб життя
Мешкають серед коралових рифів, у лагунах, біля узбережжя на глибині до 50 м. Активний хижак, що живиться дрібною рибою, безхребетними та молюсками.

## Класифікація
Рід містить 12 видів
- Pterois andover G. R. Allen & Erdmann, 2008
- Pterois antennata (Bloch, 1787)
- Pterois brevipectoralis (Mandritsa, 2002)
- Pterois cincta Rüppell, 1838
- Pterois lunulata Temminck & Schlegel, 1843
- Pterois miles (John Whitchurch Bennett, 1828)
- Pterois mombasae (J. L. B. Smith, 1957)
- Pterois paucispinula Matsunuma & Motomura, 2014
- Pterois radiata G. Cuvier, 1829
- Pterois russelii E. T. Bennett, 1831
- Pterois sphex D. S. Jordan & Evermann, 1903
- Pterois volitans (Linnaeus, 1758)  — Крилатка смугаста